# Prawo miecza
Prawo miecza (łac. ius gladii) – w średniowieczu prawo przyznane niektórym miastom i feudałom do sądzenia spraw zagrożonych karą śmierci i jej wykonywania.